# Hrvatinić

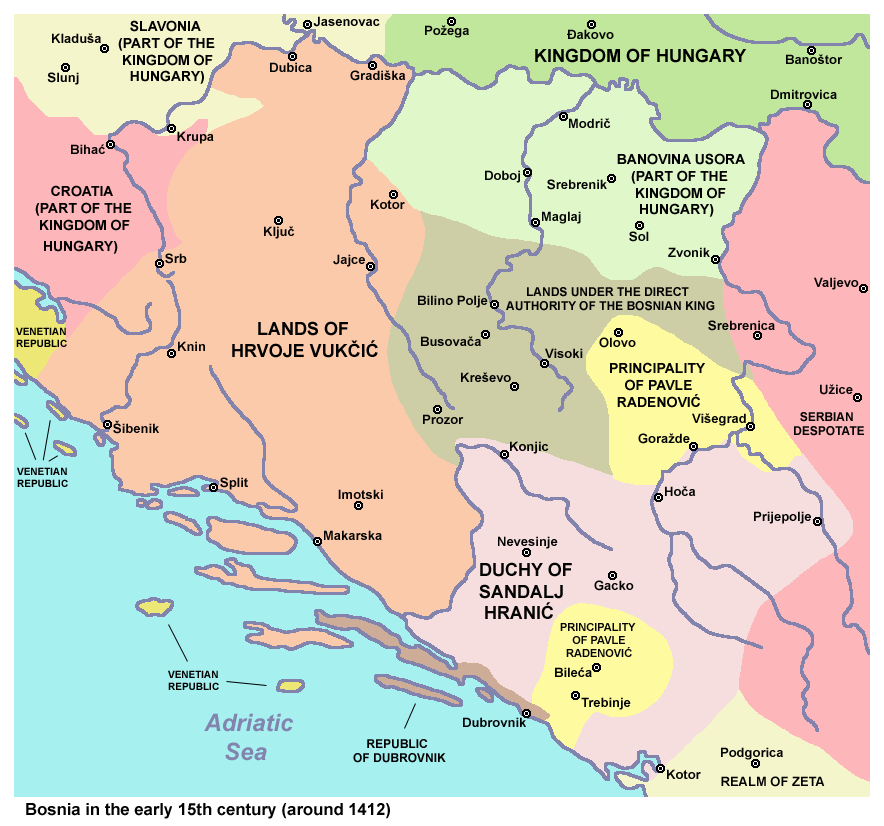
Les possessions de Hrvoje Vukčić en 1412

La dynastie des Hrvatinić était une famille de puissants féodaux bosniaques. Elle a dominé la Bosnie, la Croatie et la Dalmatie entre le XIIIe siècle et le XVe siècle. Les familles Vojsalić et Dragišić sont deux branches cadettes de la dynastie. L'un de ses plus illustres représenant fut Hrvoje Vukčić, qui contrôla de vastes domaines au début du XVe siècle.

## Histoire
Le fondateur de la dynastie fut Stjepan Hrvatinić et son dernier représentant Matija Vojsalić, mentionné dans les archives de la république de Raguse en 1476.

## Généalogie
```
   
Stjepan

   │
   ├── 
Grgur Stjepanić

   │   │
   │   └── 
Vlatko Hrvatinić
  
   │
   └── 
Hrvatin Stjepanić

       │
       ├── 
Vukoslav Hrvatinić

       ├── 
Pavao Hrvatinić

       └── 
Vukac Hrvatinić

           │
           ├── 
Hrvoje Vukčić
  
           ├── 
Vuk Vukčić

           ├── 
Vojislav Vukčić
 
           │   │
           │   └── 
Juraj Vojsalić

           │       │
           │       ├── 
Juraj Vojsalić

           │       └── 
Petar Vojsalić

           │           │ 
           │           └── 
Matija Vojsalić

           │ 
           └── 
Dragiša Vukčić
 
               │
               └── 
Ivaniša Dragišić

                   │    
                   ├── 
Pavao Dragišić

                   ├── 
Marko Dragišić

                   └── 
Juraj Dragišić
```